# Страсть, любовь и стволы
«Страсть, любовь и стволы» (англ. Die in a Gunfight) — американский романтический криминальный фильм режиссёра Коллина Шиффли по сценарию Эндрю Баррера и Габриэля Феррари. В главных ролях Диего Бонета и Александра Даддарио. Современная версия «Ромео и Джульетты» Уильяма Шекспира. В США фильм вышел 16 июля 2021 года. В России фильм вышел 1 июля 2021 года.

## Сюжет
Фильм сосредоточен на двух соперничающих семьях, Рэткартах и Гиббонсах. Бен, молодой бунтарь, влюбляется в Мэри, дочь врага своего отца, и начинает битву, полную любви, похоти, мести и предательства.

## В ролях
- Диего Бонета — Бен Гиббонс
- Александра Даддарио — Мэри Рэткарт
- Уэйд Аллен-Маркус -— Мукул
- Джастин Чатвин — Терренс Уберал / Учитель
- Трэвис Фиммел — Уэйн
- Эммануэль Шрики — Барби
- Джон Ральстон — Уильям Рэткарт
- Мишель Нолден — Беатрис Раткарт

## Производство

### Разработка
Сценарий был внесен в « Черный список» 2010 года — обзор наиболее популярных нереализованных сценариев. 8 декабря 2010 года стало известно, что Зак Эфрон будет сниматься в фильме и продюсировать его через собственную продюсерскую компанию Ninjas Runnin 'Wild. 26 апреля 2011 года Эфрон был утвержден на главную роль, а Энтони Мандлер должен был поставить фильм, который стал бы его режиссёрским дебютом.

### Кастинг
После того, как сценарий прошёл через производственный ад в течение почти 7 лет, 25 сентября 2017 года было объявлено, что Джош Хатчерсон и Кая Скоделарио исполнят главные роли, Хелен Хант и Оливия Манн второстепенные роли, а Коллин Шиффли был назначен на роль режиссёра. 29 января 2018 года к актёрскому составу присоединился Давид Дастмалчян. 6 сентября 2019 года Диего Бонета и Александра Даддарио были утверждены на главные роли. 7 сентября 2019 года к основному составу присоединился Трэвис Фиммел. 15 ноября 2019 года к актёрскому составу присоединился Уэйд Аллен-Маркус, заменивший Дастмалчиана.

### Съемки
Съёмки прошли с 13 ноября по 13 декабря 2019 года в Торонто.